# Sulisław (Opole)
Pour les articles homonymes, voir Sulisław.
Sulisław est une localité polonaise du gmina de Grodków, située dans le powiat de Brzeg (voïvodie d'Opole).